# Siro
Siro is een geslacht van hooiwagens uit de familie Sironidae.
De wetenschappelijke naam Siro is voor het eerst geldig gepubliceerd door Latreille in 1795. 

## Soorten
Siro omvat de volgende 7 soorten:
- † Siro platypedibus
- Siro carpaticus
- Siro crassus
- Siro franzi
- Siro ozimeci
- Siro rubens
- Siro valleorum

Arhesiro Karaman, 2022

inc. Siro sonoma
Cyphophthalmus  Joseph, 1869

inc. Siro beschkovi, Siro duricorius, Siro eratoae, Siro gjorgjevici, Siro minutus, Siro montenegrinus, Siro noctiphilus, Siro ohridanus, Siro paradoxa (=paradoxus), Siro serbicus, Siro silhavyi, Siro teyrovskyi
Holosiro  Ewing, 1923

inc. Siro acaroides
Neosiro  Newell, 1943

inc. Siro exilis, Siro kamiakensis